# Mouvement démocratique et social (Algérie)
Pour les articles homonymes, voir Mouvement démocratique et social.
Ne doit pas être confondu avec Union démocratique et sociale (Algérie).
Le Mouvement démocratique et social (en arabe : الحركة الديمقراطية والاجتماعية (alharakat aldiymuqratiat walaijtimaeia), abrégé en MDS) est un parti politique algérien de gauche.

## Histoire
Le Mouvement démocratique et social est issu du Parti de l'avant-garde socialiste (PAGS) fondé le 26 janvier 1966 par Bachir Hadj Ali. Le parti fut dirigé par Sadek Hadjerès. Bien qu'il ne fût pas officiellement reconnu, il a pu persister comme parti d'opposition durant la période du parti unique en Algérie. Il reprend l'héritage du Parti communiste algérien (PCA) qui a disparu tôt après l'indépendance algérienne.
Le PAGS s'est opposé au gouvernement, en critiquant sévèrement ses programmes. Ses membres, les PAGSistes, ont infiltré la plupart des organisations de masse du fait de leur statut non reconnu. Les PASGistes étaient nombreux au sein de l'UNJA (Union nationale de la jeunesse algérienne) et de l'UGTA, en encourageant des tendances de gauche. Le parti fut légalisé en 1989, après les émeutes d'octobre 1988 en Algérie dont il fut un acteur principal. Toutefois, la compétition électorale du début des années 1990 a fini d’achever les partis de gauche.[réf. nécessaire]
« Si le mythe gigantesque du PAGS s’est brisé, c’est, d’abord, pour des raisons politiques. Leur ligne de soutien critique à Boumediène puis à Chadli n’était plus tenable. Surtout après la répression massive qui a touché leur mouvance avec près de 200 personnes torturées. L’effondrement du bloc socialiste, leur principale référence, les a surpris dans un moment de désorientation politique important » déclare Chawki Salhi, le responsable du Parti socialiste des travailleurs.
Durant la guerre civile algérienne, Ettahadi s'opposa aux islamistes et soutint l'interdiction du Front islamique du salut (FIS). En 1993, le parti s'est restructuré, démembré en 3 tendances, « Ettahadi » (« Le défi ») lancé par Chérif El Hachemi pour la défense de la république, le FAM (Front de l’Algérie Moderne animé par El Hadj Bakhtaoui et Abderrahmane Chergou) qui exigea la partition de l'Algérie en cas de prise de pouvoir des islamistes et le PADS (Parti algérien de démocratie et du socialisme, animé par Nourdinne Zenine et Zoheir Bessa) qui se maintient dans la tradition du PCA en suivant le marxisme-léninisme.

## Fondation
Le 1er mai 1998, le Mouvement démocratique et social est fondé par Chérif El Hachemi. Il se caractérisa par la défense de la séparation du politique et du religieux, pour une économie productive et la juste répartition des richesses. Il entra en crise en 2005 après la disparition de son leader Chérif El Hachemi. Hocine Ali fut désigné comme secrétaire général par intérim par la direction du mouvement et assume la représente[Quoi ?].
Après la dislocation du parti, les adeptes de la normalisation se réunissent et désignent Hamid Ferhi (il est mort le 5 février 2019 à Alger), ancien militant du Front des forces socialiste (FFS) et ex candidat à l’élection locale de Staouli sous l'étiquette du FFS en tant que coordinateur national. Le bureau national a également désigné Yacine Teguia, promoteur du soutien de la charte de la paix et de la réconciliation nationale dans les structures du MDS comme  secrétaire général. Fethi Gheras, ex militant du Front Islamique du salut (FIS) est, de son côté, le porte-parole du MDS.[réf. nécessaire]

## De nos jours
Un consensus des différentes tendances (juin 2011) a opté pour la refondation du mouvement[réf. nécessaire], consacrant la diversité des opinions et l'organisation des courants à la lumière des transformations qu'a connu l'Algérie, la région et le monde[Interprétation personnelle ?].
Fin mai 2013, le MDS organise un congrès à Alger, au siège du parti.[réf. nécessaire] Ces travaux sont l'occasion de recoller les morceaux.[Interprétation personnelle ?] Le 24 mai les travaux sont clôturés. La commission de préparation du congrès a présenté le rapport moral, le projet de résolution politique, le projet de statut du MDS et enfin le programme «pour une Algérie de compromis avec l'islamisme politique».[réf. nécessaire] [Interprétation personnelle ?]
En mai 2018, Fethi Ghares, porte-parole du MDS, est désigné par son parti comme candidat à l'élection présidentielle de 2019. 
Le MDS entend défendre une ligne de « double rupture » avec l'islamisme et le gouvernement : « Il nous faut rompre avec un État despotique qui pratique une sorte de néolibéralisme adossé à la rente. La confrontation principale se joue donc là ; elle oppose le despotisme néolibéral et le projet de construction d'un État de droit démocratique basé sur l'économie productive. »
Le MDS est très investi dans le Hirak entamé en 2019 contre les autorités algériennes.
Les forces du pacte de l'Alternative démocratique (PAD), en annonçant le 5 avril 2021 leur « rejet des législatives du 12 juin » 2021, confirment le boycott du scrutin par le Mouvement démocratique et social.
Fethi Ghares est arrêté en juin 2021 en raison de son implication dans le Hirak. Il est condamné en janvier 2022 à deux ans de prison pour « atteinte à l’unité nationale », « atteinte à l’ordre public », « outrage à corps constitué » et « atteinte à la personne du président de la République ».
Le 23 février 2023, le Conseil d'État décide la suspension des activités du MDS, accompagnée d'une fermeture de ses locaux.